# Broekerbos
Het Broekerbos is een natuurgebied tussen Woudenberg en Scherpenzeel, grenzend aan het Valleikanaal.

## Flora en fauna
Het gebied langs het Valleikanaal tussen Leusden en Veenendaal is ingericht als ecologische verbindingszone. Het Broekerbos vormt daarbij een van de vier zogeheten stapstenen, kleine natuurgebieden, langs het kanaal. In het bosgebiedje staat doorgeschoten, voormalig eikenhakhout op een natte zandgrond. In het bosgedeelte met lariks bevindt zich sinds de zeventiger jaren van de twintigste eeuw een kolonie blauwe reigers.
In 2000 kocht Het Utrechts Landschap aan het Valleikanaal een weiland aan dat verschralend wordt beheerd. Langs het weiland is een houtwal als perceelafscheiding aangeplant. Hierin groeien salomonszegel, maarts viooltje en bosanemoon.

## Antitankkanaal
In het bos, dat in de Grebbelinie ligt, bevindt zich een voormalige antitankgracht. Deze werd voor de Tweede wereldoorlog aangelegd omdat het voorliggende gebied niet geheel kon worden geïnundeerd. De tankval ligt in een strook die een halve tot een hele meter hoger ligt dan het omliggende gebied. De ondiepe inundaties waren daardoor dus eenvoudiger te doorschrijden. In de liniedijk bij de Broekersloot zijn de kazematten nog te zien, die toen door houten loopgraven met elkaar verbonden waren.
De watergang tussen bos en dijk langs het Valleikanaal droeg hier voor de aanleg van het Valleikanaal de naam Broekersloot. Ze verbond in 1647 de Schoonderbeekse Grift met de Lunterse Beek.
Amerongse Bos
· Amerongse Bovenpolder
· Landgoed Beerschoten
· Beukenburg
· Biltse Duinen
· Birkhoven
· Blauwe Kamer
· Blikkenburg
· Bloeidaal
· Bornia
· Bosch en Duin
· Breeveen
· Broekerbos
· Buitenplaatsen Driebergseweg
· Dartheide
· Elster Buitenwaarden
· Grebbeberg
· Heidestein
· Hoge Ginkel
· Hooge Kampse Plas
· Hoog Moersbergen
· Houdringe
· Juliusput
· Kasteelbos Renswoude
· De Kievit
· Kooilust
· Kozakkenput
· De Krakeling
· Laarsenberg
· De Leyen
· Lockhorsterbos
· Lunenburgerwaard
· Maartensdijkse Bos
· Middelwaard
· Moersbergen
· Niënhof
· Noordhout
· Okkersbos
· Oostbroek
· Over-Holland
· Palmerswaard
· De Paltz
· Panbos
· Plantage Willem III
· Pleinesbos
· De Pol
· Ridderoordse Bos
· Sandenburg
· Sandwijck
· De Schammer
· Stameren
· Landgoed Stoutenburg
· Viaanse Bos
· Viaanse polders en uiterwaarden
· Vikinghof
· Park Vliegbasis Soesterberg
· Vijverbos
· Vijverhof
· Voordorpse polder
· Willem Arntszbos
· Witte Hull
· De Woerd
· Wulperhorst
· Zeisterbos